# Aloísio Silva
Aloísio Silva (Salvador, 3 de novembro de 1939 – 9 de julho de 1981) foi um compositor, músico e cantor brasileiro.

## Biografia
Aloísio Silva nasceu em Salvador em 3 de novembro de 1939. Natural do Bairro de Gamboa de Baixo, localizado em Salvador, Bahia, Aloísio se mudou para São Paulo em 1969. Compositor de diversas obras, sendo a mais famosa, "Não deixa o samba morrer", em parceria com Edson Conceição e amplamente conhecida na voz da cantora Alcione. Outro sucesso do compositor com seu grande parceiro Edson Conceição foi  "Batata Doce, Colar de Contas e Patuá", trilha sonora da novela "João Brasileiro, o bom baiano" exibida em 1978 na extinta TV Tupi.
Morreu em 9 de julho de 1981.[carece de fontes?]

## Obras
- "Não Deixe o Samba Morrer" (Aloísio Silva e Edson Conceição). LP Não deixe o samba morrer - gravação Aloísio Silva 1975 / Continental[8]
- "Não Adianta" (Aloísio Silva e Fritz)
- "Água Marinha" (Aloísio Silva e Rubinho e Bebeto)
- "Saia Rota" (Aloísio Silva e Edson Conceição)
- "Quem Tem Fé, Não Sai" (Aloísio Silva e Edson Conceição)
- "Filhos de Ghandi" (Aloísio Silva e Edson da Conceição)
- "Batata Doce, Colar de Contas e Patuá" (Aloísio Silva e Edson Conceição)
- "De Chita" (Aloísio Silva e Edson Conceição)
- "Junior" (Aloísio Silva e Edson Conceição)
- "Meia Vida" (Aloísio Silva e Edson Conceição)
- "Zangão" (Aloísio Silva e Edson Conceição)
- "Maravilha" (Aloísio Silva e Dora Lopes)
- "Gênio do Espelho" (Aloísio Silva e Dora Lopes)
- "Aí é que Você se Engana" (Aloísio Silva, Osmário Berimbau e Edson Conceição)[9]
- "O samba é povo cantando poesia" (Aloísio Silva e Edson Conceição)

## Discografia
- "Por Muitas Razões" LP solo.[10]
- "Não deixa o samba morrer" . Compacto simples, Aloísio Silva, solo. Selo: Continental.[8]
- Eu E A Moto / Minha Tereza. Edson Conceição & Aloisio. Lançado em 1972.[11]